# Gypsophila viscosa
Gypsophila viscosa là loài thực vật có hoa thuộc họ Cẩm chướng. Loài này được Murray mô tả khoa học đầu tiên năm 1783.